# Rangitihi (Neuseeland)
Rangitihi ist eine kleine Siedlung im Far North District der Region Northland auf der Nordinsel von Neuseeland.

## Geographie
Die Siedlung befindet sich knapp 7 km östlich von Kaitaia am Awanui River. Durch Rangitihi führt der New Zealand State Highway 1, der die Siedlung auf direktem Weg mit Kaitaia verbindet. In südöstlicher Richtung schließt sich die Siedlung Pamapuria an. Bei Rangitihi gehen Nebenstraßen zu den Siedlungen Fairburn 3 km nordöstlich und Takehue rund 8,5 km südlich.